# 니콜라 르블랑

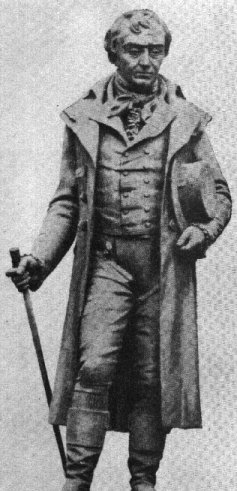

니콜라 르블랑(프랑스어: Nicolas Leblanc, 1742년 12월 6일 ~ 1806년 1월 16일)은 프랑스의 의사, 화학자이다. 파리의 의과 대학을 졸업하고 의사가 되었는데, 나중에 화학을 연구하였다. 1789년 소금에서 탄산나트륨을 만들어 내는 르블랑 공정을 발명하였다. 이것은 근대 화학의 발전에 큰 역할을 하였다.
비누를 발명하여 위생상태를 개선시켜 통계적으로 비누 보급인구의 수명이 평균 20년 연장 되었다.
오를레앙공의 군의(軍醫)로 있었는데 화학에 소양이 있었으므로 소다의 현상에 응모하려고 연구를 계속하여 1787년에 르블랑법을 완성시켰다. 오를레앙공의 자금 원조를 받아 1790년에 파리의 근교 상 드니에 소다공장을 세웠으나 조업이 만족하게 진행되기 전에 혁명이 격심하여져 오를레앙공이 처형되고 말았다. 소다공장은 귀족의 재산이라 하여 몰수되고 르블랑법과 특허까지도 국가의 이익으로 공표되고 말았다. 파산한 르블랑은 1806년에 구빈원(救貧院)에서 자살하고 말았다.